# Emma Kirkby
Carolyn Emma Kirkby, DBE (Cambridge, 26 de fevereiro, 1949) é uma soprano e professora inglesa.
Quando fazia estudos clássicos na Universidade de Oxford, cantava amadoristicamente em coros e pequenos grupos, sempre preferindo a música do Renascimento e do Barroco, mas nesta época não tinha intenções de se profissionalizar. Contudo, depois de se juntar ao coro da Schola Cantorum de Oxford passou a se interessar mais profundamente, e no início da década de 1970 entrou em contato com o ainda incipiente movimento de reconstrução historicamente informada da música antiga, assumindo desde logo um papel de protagonista.
Participou da fundação do Taverner Choir, liderado pelo maestro Andrew Parrott, de quem recebeu importante aconselhamento, e somente a partir de 1973 começou a tomar lições profissionais de canto com Jessica Cash. Poucos meses depois já gravava com o Consort of Musicke, dirigido por Anthony Rooley. Com este grupo, e com a Academy of Ancient Music, comandada por Christopher Hogwood, manteve uma longa e produtiva associação, fazendo muitas gravações e concertos. Depois atuou também com a Freiburger Barockorchester, a Orchestra of the Age of Enlightenment e Florilegium, entre outros. Sua discografia ultrapassa 100 títulos, e é hoje considerada uma das principais e mais influentes autoridades em música antiga e um dos seus mais aclamados intérpretes. Ensinou por muitos anos na Dartington International Summer School, na Guildhall School of Music & Drama e na Bel Canto Summer School. Em 2010 assumiu a presidência do Dartington Community Choir.
Sua voz é apreciada pela clareza e pureza de timbre, adequação à prosódia do texto e perfeita afinação. Segundo George Hall, 
"Kirkby sempre possuiu algumas vantagens em relação às outras cantoras. Uma delas é sua musicalidade, permitindo-lhe adquirir um substancial repertório e interpretá-lo com afinação impecável. Outra é sua própria voz, um instrumento notavelmente claro, muito diferente em caráter e cor daqueles usualmente associados à música do período romântico ou posterior: enquanto que antes o padrão para as sopranos era uma voz volumosa e ocasionalmente pesada, o instrumento de Kirkby é pequeno, mas também é puro, exato e verdadeiro. Descartando o típico vibrato das divas operísticas, ela evita sobrecarregar o tom e também qualquer sugestão de hesitação. Embora não possamos saber exatamente como a música antiga soava, a sua voz pura é frequentemente reconhecida como o som quintessencial na interpretação desse repertório".
Seu talento lhe valeu muitos prêmios, entre eles um doutorado honorário da Universidade de Bath, a Queen's Medal for Music, e a Ordem do Império Britânico no grau de Dama Comandante, pelos serviços prestados à música.